# Meliphaga vicina
Meliphaga vicina é uma espécie de ave da família Meliphagidae.
É endémica da Papua-Nova Guiné.